# Nazionale maschile under 21 di calcio a 5 della Croazia
La nazionale di calcio a 5 croata Under-21 è la rappresentativa di Calcio a 5 Under-21 della Croazia ed è posta sotto l'egida della Federazione calcistica della Croazia. 

## Storia
La nazionale croata è tra le 28 selezioni che hanno partecipato alle qualificazioni per il primo e unico campionato europeo di categoria, dove ha ottenuto l'accesso alla fase finale in Russia nel girone 7 battendo Macedonia e Armenia e pareggiando con i pari età della Repubblica Ceca.